# ジュガンティーヤ

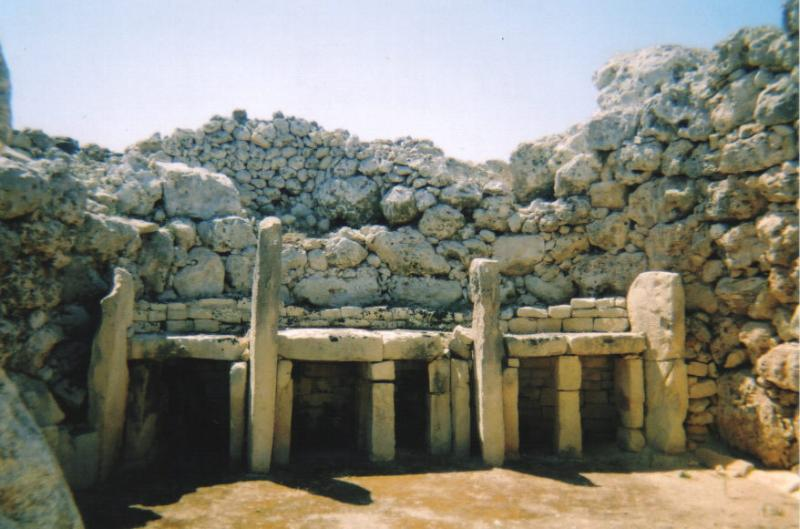
ジュガンティーヤ神殿

ジュガンティーヤ（Ġgantija）は、地中海に浮かぶゴゾ島にある新石器時代の巨石神殿複合体である。その名称はマルタ語で「巨人の塔」を意味する。マルタにある巨石神殿群の中でも最古のものとされている。ジュガンティーヤの2つの神殿は新石器時代（紀元前3600年から2500年ごろ）に建設されたもので、5500年前からあり、世界的にも最古の宗教施設の1つと言える。周辺の類似の構造物と共に「マルタの巨石神殿群」として世界遺産に登録されている。
この神殿は豊穣神崇拝の場だったと見られている。考古学者らはこの遺跡で見つかった多数の小像や彫刻がその信仰と結びついていると考えている。ゴゾ島の伝承によれば、巨人がこれらの神殿を建て、礼拝所として使ったという。

## 構造など
ジュガンティーヤ神殿はシャーラ高原の端にあり、南東に面している。
この巨石記念物は実際には2つの神殿で構成されており、境界をなしている壁の中に2つが隣接して建っている。南側の大きな神殿の方が古く、紀元前3600年ごろまで遡る。また、保存状態もこちらの方がよい。5つの大きなアプスがあり、石と石の間の隙間にかつて漆喰で壁面を覆っていた痕跡が残っている。

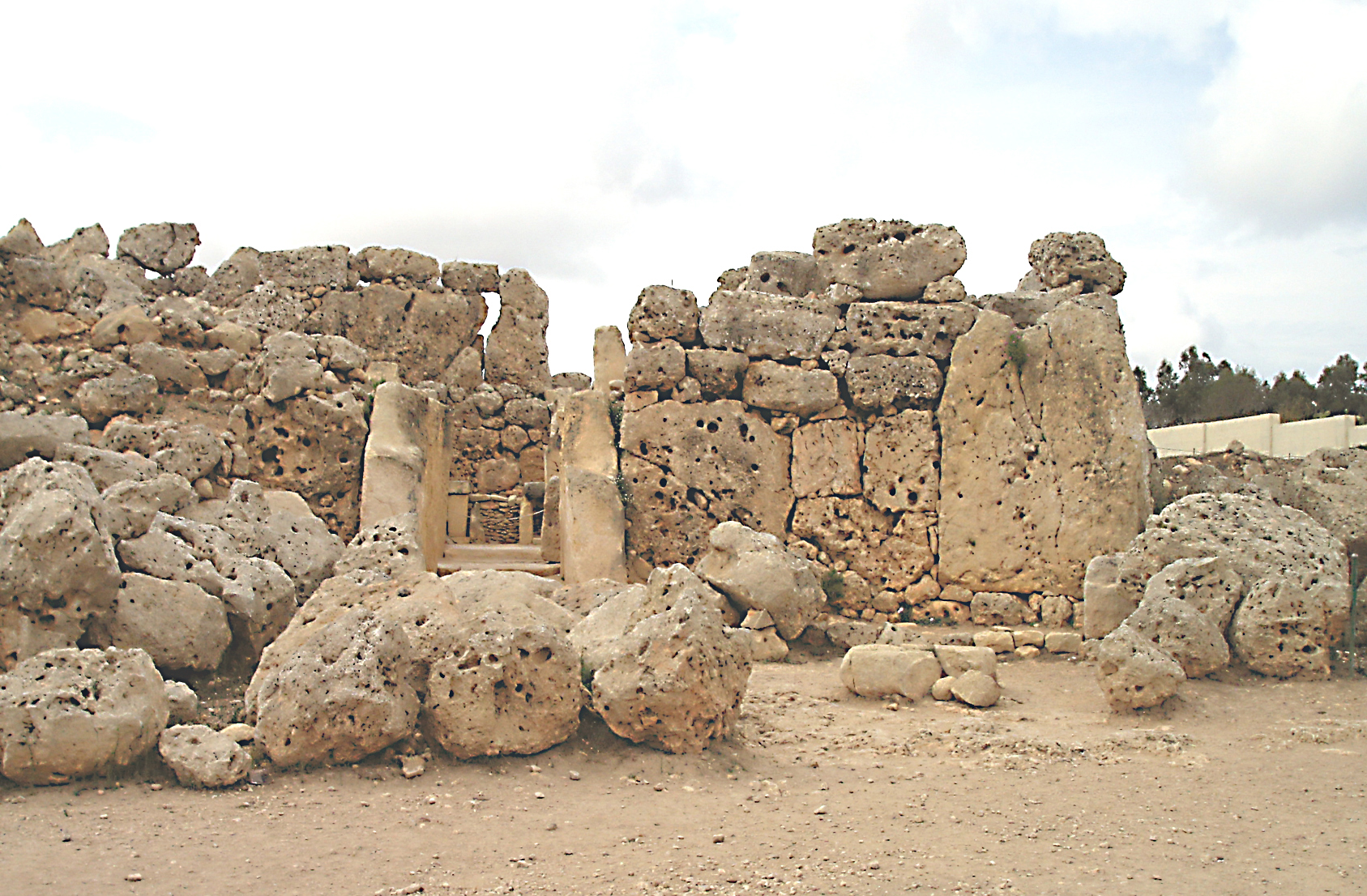
ジュガンティーヤ神殿

内部は瓦礫で埋まっていたが、壁の内面を覆っていたブロックの位置から、全体としてクローバー形の建物だったことがわかっている。つまり、中心となる通路に半円形のアプスがいくつか繋がった建物である。考古学者らは、アプスには元々屋根がかかっていたと信じている。マルタの原住民には金属器がまだ入手できない時代、車輪ももたらされていない時代に建てられたと考えると、非常に印象的である。小さな球形の石が見つかっており、神殿建設時に巨石を運ぶ際のころとして使われたと見られている。
マルタの他の巨石神殿と同様、ジュガンティーヤ神殿も南東に面している。南の神殿は6メートルの高さがある。入口の巨石にはへこみがあり、ここが施設に入る際の清めの儀式の場所だったという説もある。5つのアプスにはそれぞれ祭壇がある。動物の骨が見つかっており、動物を生贄として捧げたのではないかと言われている。

## 発掘とその後
ゴゾ島の住民や旅行者は古くからこの神殿の存在を知っていた。発掘調査が行われる以前の18世紀後半、Jean-Pierre Hoüel は現地人の話に基づいてかなり正確な平面図を描いている。1827年、ゴゾ島の州副知事 John Otto Bayer はこの遺跡の瓦礫を撤去させた。なお、このとき撤去したものについては適切な調査が行われていない。幸運にも瓦礫撤去の1、2年前にドイツ人画家 Brochtorff がこの遺跡の絵を描いており、撤去前の唯一の記録となっている。
この土地は私有地だったが、1933年に政府が公益のために収用した。1933年、1936年、1949年、1956-57年、1958-59年に考古学的調査が行われた。
1980年、ジュガンティーヤ神殿は世界遺産に登録された。1992年、マルタの5つの巨石神殿もそれに加えることが決まった。そのため登録名称が「マルタの巨石神殿群 (The Megalithic Temples of Malta)」に変更された。

## ギャラリー

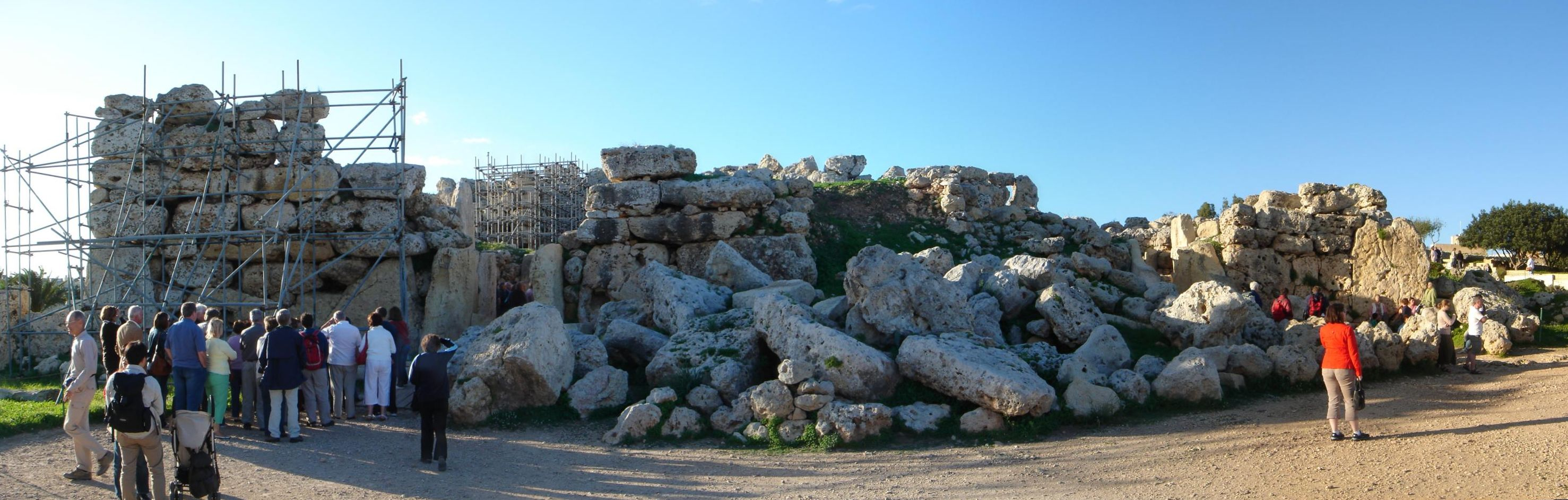
ジュガンティーヤの巨石のパノラマ
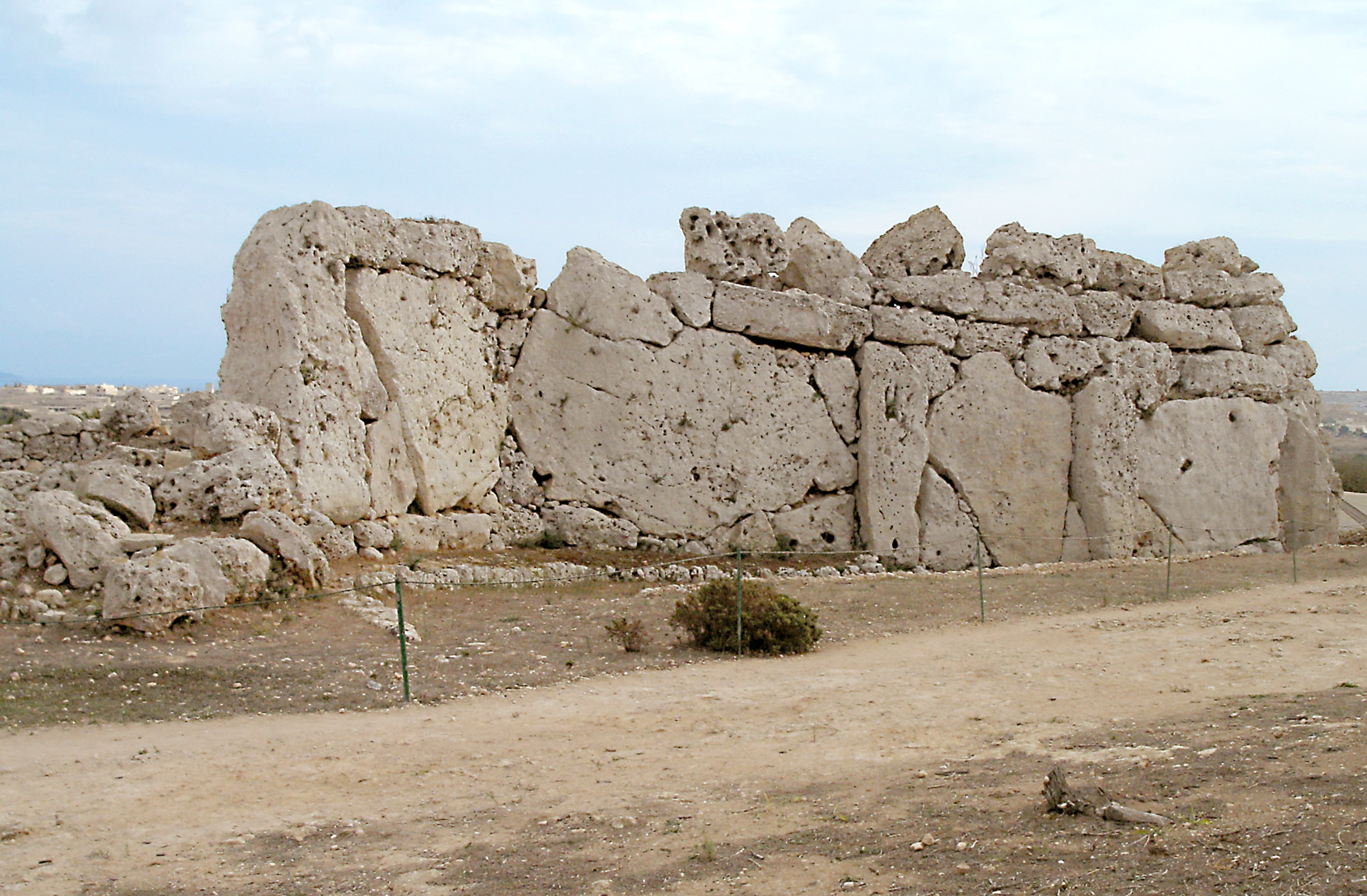
巨石で組まれたジュガンティーヤの壁
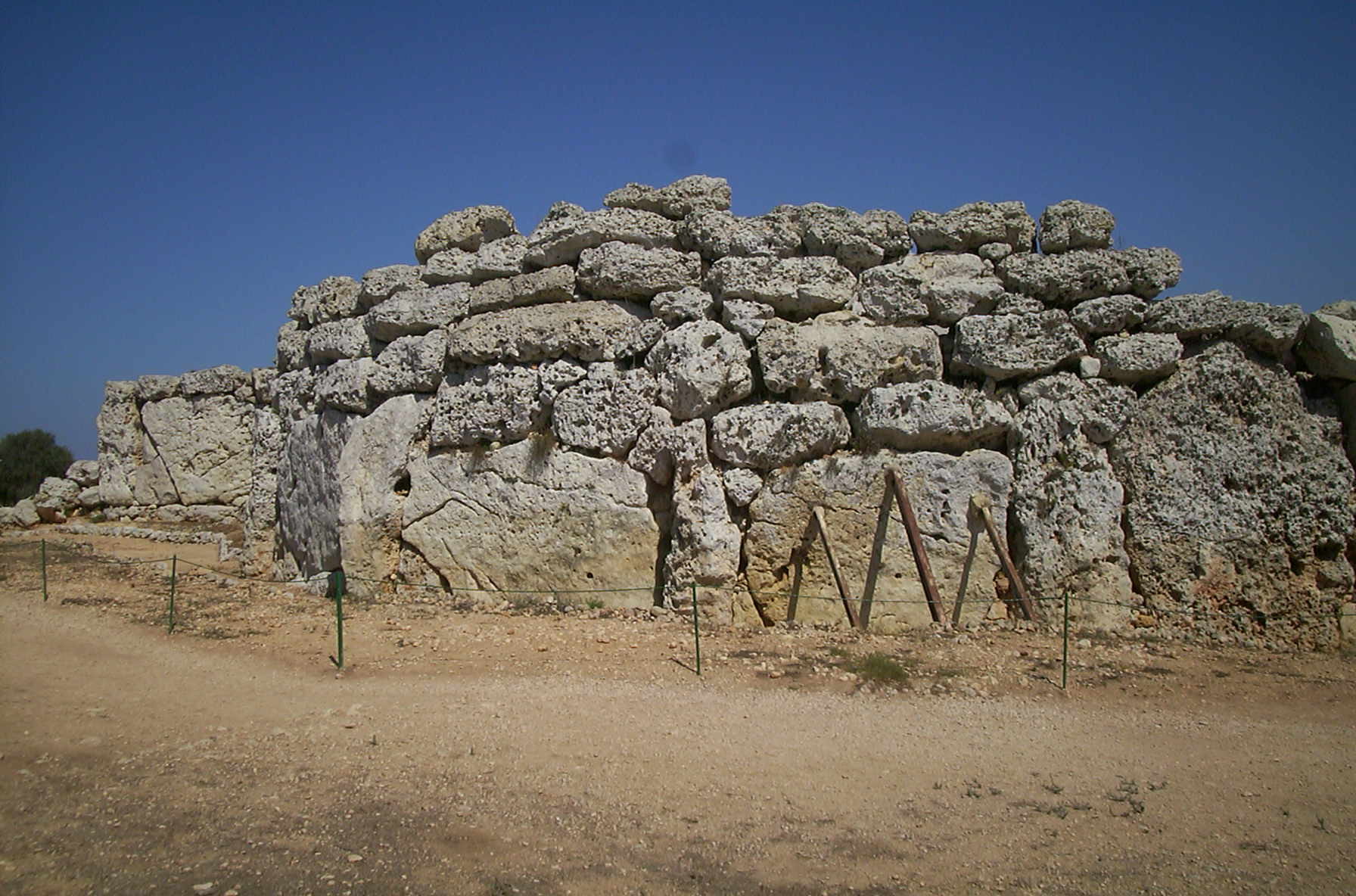
ジュガンティーヤの外壁
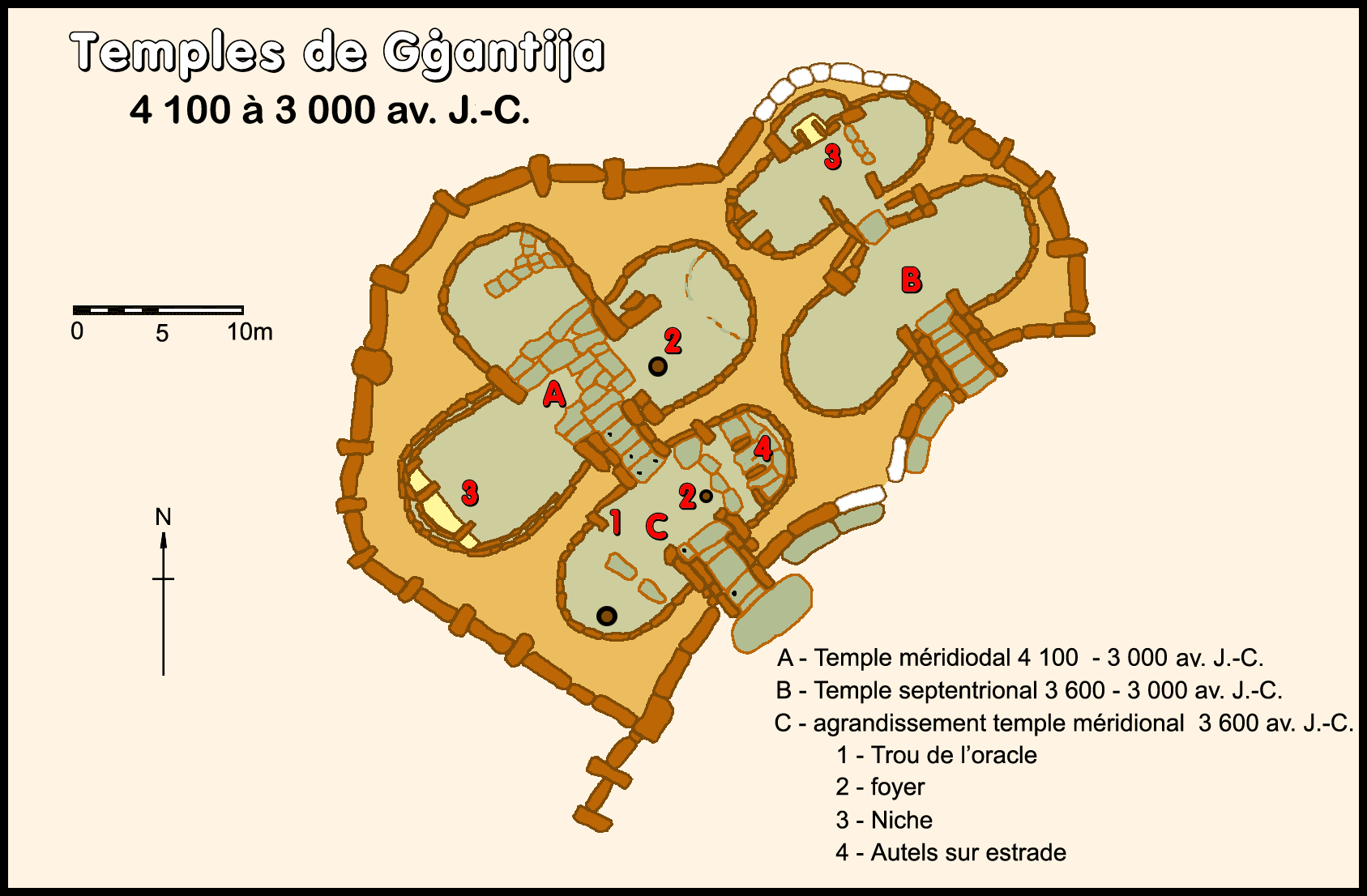
ジュガンティーヤの平面図